# スタジオアレックス
スタジオアレックスは、かつて存在した日本の家庭用ゲーム機のゲームソフト開発会社である。

## 概要
クリスタルソフトの『夢幻の心臓』シリーズを手がけ、その後、日本ファルコムへ移籍し、『ソーサリアン』『スタートレーダー』『ダイナソア』などのシナリオやゲームデザインなどを手がけた富一成が独立し、設立。代表取締役に就任する。
『LUNAR』シリーズを主に制作するが、自社で開発した『LUNAR ザ・シルバースター』のリメイク版『LUNAR シルバースターストーリー』をオリジナル版の二次的著作物だとし、発売元でありリメイク版の開発元であるゲームアーツに対し使用料と著作権侵害による不法行為に基づく損害賠償の件で訴訟を起こした。しかし逆にゲームソフト『魔法学園LUNAR!』のトラブルによる損害賠償を請求され敗訴。その後、倒産した。

## 主な開発作品
- メガCD
  - LUNAR ザ・シルバースター（発売：ゲームアーツ）
  - LUNAR ETERNAL BLUE（発売：ゲームアーツ）

- ゲームギア
  - LUNAR さんぽする学園（発売：ゲームアーツ）

- PCエンジン
  - ゲッツェンディーナー（発売：ガイナックス）

- セガサターン
  - 魔法学園LUNAR!（発売：角川書店）